# ハサン・アリ・カルドゥルム
ハサン・アリ・カルドゥルム（トルコ語: Hasan Ali Kaldırım、1989年12月9日 - ）は西ドイツ・ラインラント＝プファルツ州ノイヴィート出身のプロサッカー選手。トルコ代表。ポジションはディフェンダー。カイセリスポル所属

## 経歴
2008-2009シーズンに1.FSVマインツ05に移籍した。6カ月後にカイセリスポルに移籍した。
カイセリスポルでの活躍からトルコ代表にも召集されるようになる。2012年6月22日にはフェネルバフチェSKに移籍金675万ユーロの5年契約で加入した。2013-14シーズンはレギュラーとして活躍。
2020年8月8日、イスタンブール・バシャクシェヒルFKに3年契約で加入した。